# إيلي داو
إيلي داو هو سياسي كندي، ولد في 15 نوفمبر 1843، وتوفي في 1930.